# Bakonyszentiván
Bakonyszentiván is een plaats (község) en gemeente in het Hongaarse comitaat Veszprém. Bakonyszentiván telt 254 inwoners (2001).